# Lillemor Rachlew
Lillemor Rachlew (née Ingebjørg Lillemor Enger le 7 janvier 1902 et morte le 14 mai 1983) est une exploratrice norvégienne figurant parmi les premières exploratrices de l’Antarctique.

## Biographie
Ingebjørg Lillemor Enger naît en 1902, elle est la fille d’Ivar Enger, directeur d’usine (1863-1943) et d’Eugenie Marie Mejdell (1867-?).
Elle épouse en novembre 1928 Cato Rachlew, un officier de marine norvégien né en 1883,. Lillemor Rachlew se joint à deux expéditions d’Ingrid Christensen et Lars Christensen, en 1933, puis en 1936-1937 aux côtés de Sofie Christensen et Solveig Widerøe. Le 30 janvier 1937, elles mettent pied à terre sur le monolithe de Scullin, devenant les premières femmes à débarquer en Antarctique même. Lors de la même expédition, elles survolent également une partie du continent.
Rachlew tient un journal durant ses voyages, dont l’original a été perdu, mais dont des parties ont été reprises par Lars Christensen dans ses propres récits,,. Certaines de ses photos de la première expédition sont publiées en France dans L’Illustration en 1934.
Lillemor Rachlew meurt en 1983 et est enterrée au cimetière de Ris à Oslo.

## Postérité
Un banc de sable de la baie de Prydz a été nommé Four Ladies Bank en hommage aux quatre femmes de l’expédition de 1936-1937, dont Lillemor Rachlew,,.
Les voyages de Lillemor Rachlew sont évoqués par Jesse Blackadder dans le roman historique Chasing the Light paru en 2013.